# Pluspo
『pluspo』（プラスポ）は、2010年10月9日から2013年3月23日まで東海テレビで放送されていたスポーツ情報番組。放送時間は毎週土曜17:00 - 17:26（JST）。

## 概要
開始当初は元プロテニス選手の杉山愛とグラビアアイドルでタレントの磯山さやかによる「ダブルMC」とし（杉山は初のレギュラー番組）、プロ野球・中日ドラゴンズやサッカー・名古屋グランパスの情報を中心に「女性にも楽しめるような番組」を目指すという。また、番組リポーターとして地元名古屋のモデル事務所に所属するスポーツ好きの女子で構成された「pluspoクラブ」を結成している。
2011年3月を以て磯山が番組を卒業し、4月8日からは『ドラゴンズHOTスタジオ』（『スーパーサタデー』）のMCだった俳優の峰竜太が再びMCに起用され、杉山との新たなダブルMCで進行される。峰は以前から「ドラゴンズ球団外広報」として度々番組にゲスト出演していた。
なお「ドラHOT」は開始当初は土曜夕方に放送されていたので、実質的には2004年3月に単独番組終了して以来、土曜夕方には6年半ぶりにドラゴンズを題材にした番組が復活したことになる。
2011年11月19日放送では、福岡ソフトバンクホークス応援番組DO!すぽとのコラボでMCの峰竜太ら4人がテレビ西日本に来訪し、番組開始から26分間のコラボを果たした。
2012年のプロ野球シーズンが開幕して以降、ナゴヤドームで14:00試合開始のデーゲームで、中継時間内に試合が終わらなかった場合は、当番組の中で中継を行う場合がある。そのため、番組内容が変更になる場合が多い。
2013年3月23日で放送終了。あくる週の3月30日から、ドラゴンズ情報をメインとした新番組「ドラHOTプラス」に移行し、峰が引き続き司会を担当する。

## 出演者

### MC
- 峰竜太（2011年4月〜）
- 杉山愛
- 清水亜里沙（東海テレビアナウンサー）

### ゲスト（コメンテーター）
いずれも東海テレビプロ野球解説者（立浪はフリーとして出演）
- 谷沢健一
- 田尾安志
- 鹿島忠
- 立浪和義

### 過去の出演者
- 磯山さやか（MC、2010年10月〜2011年3月）
- 鈴木孝政（当時東海テレビ解説者。現・中日2軍監督）

以下は、番組初期に出演していたpluspoクラブ（番組リポーター）のメンバー
- 秋本茉菜
- アンジェラ
- 梅本真理恵
- 大川真代
- 鈴原あいみ
- 中条友莉
- Natsu
- 西村けいこ
- 長谷川ゆりや
- 服部紗奈
- 細谷光希
- 南菜々子
- 山崎愛香

## 放送休止
- 2011年3月12日は、前日発生した東日本大震災の報道特別番組により休止。
- 2012年9月8日は、『FIFA U-20 女子ワールドカップ ジャパン2012 日本×ナイジェリア 3位決定戦』の放送のため休止。
- 2013年1月12日は、『ジャパネット杯 春の高校バレー2013 男女準決勝』の放送のため休止。